# Пуурмани (волость)
Пу́урмани (эст. Puurmani ) — бывшая волость в Эстонии, в составе уезда Йыгевамаа.

## Описание
Площадь волости — 292,7 км², численность населения на 1 января 2010 года составляла 1845 человек.
Административный центр волости — посёлок Пуурмани. Помимо этого, на территории волости находятся ещё 12 деревень.
Через территорию волости протекает река Педья.